# O Banquete (filme)
O Banquete é um filme de suspense brasileiro de 2018 dirigido e escrito por Daniela Thomas. Estrelado por Drica Moraes e Mariana Lima. A obra, que envolve eventos políticos e dramas pessoais, também conta com Caco Ciocler, Rodrigo Bolzan, Fabiana Gugli, Gustavo Machado, Bruna Linzmeyer e Chay Suede no elenco.

## Sinopse
Contextualizado no final da década de 80, a trama acompanha como uma jornalista descobre segredos sobre o presidente do país e momentos importantes da política brasileira vêm à tona. Neste banquete, onde jogos de poder e erotismo estão colocados à mesa, as vidas dos convidados serão transformadas para sempre. Entre os convidados está o poderoso editor de uma revista, que celebra seu aniversário de casamento. Ele pode ser preso nesta noite, já que escreveu uma carta aberta com graves denúncias contra o presidente.

## Elenco
- Drica Moraes como Nora
- Mariana Lima como Beatriz Moraes (Bia)
- Caco Ciocler como Plínio
- Rodrigo Bolzan como Mauro Moraes
- Fabiana Gugli como Maria
- Gustavo Machado como Luciano Augusto (Lucky)
- Chay Suede como Wanderson (Ted)
- Bruna Linzmeyer como Stripper Cat Woman
- Georgette Fadel como Cláudia (Claudinha)

## Produção
O Banquete surgiu do fascínio de Daniela Thomas pela profissão dos atores. O filme funciona quase que como uma peça de teatro filmada, em um único ambiente. Em entrevista ao website CinePOP, a cineasta disse: "Sempre desejei criar uma situação para ver atores incríveis roubarem o filme ou a peça de mim. Que nem nos filmes do Cassavetes, sabe? No Banquete eu realizei esse sonho. Fiz um filme grudado no rosto dos atores, que estavam inteiramente tomados por seus personagens."
As gravações ocorreram entre março e abril de 2016, em São Paulo. Durante as filmagens do filme, que ocorreram em uma locação apenas, planos sequência de quase uma hora foram realizados sem pausas e correções. Inti Briones assumiu a direção de fotografia e câmeras. Para Daniela Thomas, o foco central da narrativa do filme seria as expressões dos atores e não as falas, como de costume.

## Lançamento
O filme seria exibido na Mostra Competitiva do 46º Festival de Gramado, mas foi retirado da programação em respeito à morte de Otavio Frias Filho, diretor de redação do jornal Folha de S. Paulo visto que O Banquete tem inspiração em eventos reais que marcaram o Brasil. Um desses eventos é o envio de uma carta aberta que foi publicada por Otavio Frias Filho, nos anos 90, ao presidente da República, cargo que na época foi ocupado por Fernando Collor.[carece de fontes?]
No Brasil, foi lançado pela Imovision em 6 de setembro de 2018.

## Recepção

### Resposta dos críticos
O filme não obteve uma repercussão mista entre os críticos especializados. No site agregador de críticas AdoroCinema, O Banquete detém uma média de 2,9 de 5 estrelas () com base em 10 resenhas publicadas na imprensa brasileira. Escrevendo para o próprio site, Bruno Carmelo atribuiu ao filme duas estrelas, o que o considera "Fraco", e disse: "Thomas oferece um olhar panorâmico sobre arquétipos relevantes, enquanto aborda o sexo de maneira despudorada e permite alguns (raros) silêncios para enriquecer a narrativa. No entanto, o valor deste mecanismo se encontra mais no fato de essas pessoas discursarem livremente do que no conteúdo de suas falas. No fim das contas, o que têm a dizer é pouco mais do que o desabafo de um grupo de amigos alcoolizados."
Para o CinePOP, Pablo Bazarello fez uma avaliação positiva ao filme e escreveu: "Daniela Thomas exibe pleno domínio de cena e cria uma perfeita simbiose com seus atores. Sem querer chamar atenção exclusivamente para seu subtexto, O Banquete não esquece de entreter como cinema, mesclando diversão ao conteúdo."  Robledo Milani, em sua crítica ao Papo de Cinema, também elogiou o filme: "Mais do que um jantar, o que de fato será servido são segredos e mentiras, medos e revelações, vontades e descobertas. E ainda que tais elementos nem sempre sejam oferecidos na medida certa, a sentimento de satisfação será evidente ao seu final."
Do O Estado de S.Paulo, Luiz Zanin Oricchio pontuou: "Que gente!, dirá o espectador. A filmagem é sofisticada, em longos planos-sequência, os diálogos são inteligentes, mas a sensação de desalento é inevitável. Isso é Brasil. Parte dele, ao menos." Já Inácio Araújo, da Folha de S.Paulo, fez uma crítica negativa: "Tudo se passa como se em O Banquete houvesse dois movimentos simultâneos e contrários: um, de tornar magníficos os personagens reunidos naquele jantar; outro, de rebaixá-los pela fala vulgar, pelos raciocínios inférteis, pelas grosserias da fala em relação ao amor e à sexualidade."

### Prêmios e indicações
No Grande Prêmio do Cinema Brasileiro, em 2019, o filme foi indicado pela Academia Brasileira de Cinema à décima oitava entrega do Grande Otelo na categoria Melhor Trilha Sonora para Antonio Pinto.